# Jean Deterville
 (juillet 2017).
Si vous disposez d'ouvrages ou d'articles de référence ou si vous connaissez des sites web de qualité traitant du thème abordé ici, merci de compléter l'article en donnant les références utiles à sa vérifiabilité et en les liant à la section « Notes et références ».
Jean Deterville, né à Jumet le 12 mars 1923 et mort le 10 février 2008 dans la même localité, est un homme politique belge et un militant wallon.

## Biographie
Dès son  retour de l'Exode il prend contact par un ami de sa famille avec Wallonie libre, ce qui l'amène aussi à rencontrer Arille Carlier. Comme l'Université libre de Bruxelles est fermée sous la pression des nazis, Jean Deterville poursuit ses études à l'Université catholique de Louvain (qui n'est pas frappée de la même interdiction mais s'affirme solidaire de Bruxelles malgré la différence idéologique),  et il y acquiert le diplôme de  docteur en droit en 1946. 
Il  travaille  comme avocat à Charleroi jusqu'en 1972, puis devient Juge de paix à Chimay, ensuite Beaumont, jusqu'en 1990.
Dans la Résistance, Deterville rédige des tracts articles, diffuse  La Wallonie libre clandestine. Il est secrétaire (1945-1961) puis vice-président de la régionale de Wallonie libre à Charleroi, fonde une section à Jumet également. 
Il  participe au Congrès national wallon de Liège et à la plupart des autres assises wallonnes. En 1952, il est l'un des signataires wallons de l'Accord Schreurs-Couvreur. Membre du Comité permanent du Congrès national wallon de 1955 à 1971, il en devient le secrétaire général adjoint  en 1957. 
À ce moment, celui qui est secrétaire du Comité central d'action wallonne pour Charleroi  et à ce titre il prépare le Huitième congrès national wallon qui se tient à Charleroi les 25 et 26 mai 1957. Il  s'engage de plus en plus dans le mouvement wallon et fédéraliste, mais aussi devient un fédéraliste européen.
Opposé  au retour de Léopold III en 1950, il veut que s'instaure une république wallonne, milite aussi pour l'autoroute de Wallonie et regrette le vieillissement de l'habitat wallon.
À Jumet, lors de la Grève générale de l'hiver 1960-1961 il prend des risques comme avocat en s'interposant entre grévistes et gendarmes. Il comparaît d'ailleurs pour ce geste devant  la Cour d'appel de Bruxelles. Il adhère au Mouvement populaire wallon.
Pour étudier les conclusions des travaux de la Table ronde sur les questions institutionnelles début des années 1960, il participe aux travaux d'une Commission juridique créée au sein du Comité permanent du Congrès national wallon  aux côtés Fernand Schreurs, Freddy Terwagne et André Wauthier, et s'affirme en faveur d'une Société wallonne et d'une Société flamande de développement régional.
Il est conseiller communal socialiste de Jumet  de 1954 à 1958 et de 1970-1972,  échevin des travaux de 1959 à 1964 puis enfin bourgmestre de Jumet de 1965 à 1970 au moment où listes wallonnes font entrer leurs premiers élus (Robert Moreau et François Perin à la Chambre; Il s'oppose aux élus de ces listes au conseil communal pourtant militants wallons comme lui. Il défend le socialisme sans faire abstraction de sa qualité de Wallon. Dans les années 1970, il désapprouvera l'alliance entre le Front démocratique des francophones et le Rassemblement wallon qui sera d'ailleurs l'une des causes de la déchirure de ce parti en 1981. Membre et administrateur de l'Institut Jules Destrée, il continue à participer à de nombreux groupes de travail sur la Wallonie.